# Für immer in Honig
Für immer in Honig ist ein Roman von Dietmar Dath, der zuerst 2005 im Berliner Implex Verlag erschien, 2008 wurde er im Verbrecher Verlag neuaufgelegt. Das Werk umfasst rund 1000 Seiten.

## Inhalt
In Daths umfangreichstem Roman kämpfen wiederbelebte Zombies, die der Wehrmacht ähneln, gegen die Menschheit. Eine kleine Gruppe von Superhelden mit übernatürlichen Fähigkeiten, die sich aus ihrer Jugendzeit in einem kleinen Städtchen im Badischen – das an Daths eigenen Heimatort erinnert – kennen, versuchen, die Zombies aufzuhalten.
Ein ausgedehnter politischer Essay ist über die zweite Hälfte des Romans verteilt, insgesamt nahezu 200 Seiten. Er wird im Roman als „Was tun? des 21. Jahrhunderts“ bezeichnet, also als Neufassung der Revolutionstheorie Lenins für die Gegenwart.
Nach Daths eigenem Bekunden steht in dem Buch vollständig, „was im Rückblick auf alles, was ich seit 1994 gearbeitet habe, zu sämtlichen Dingen zu sagen war“.

## Rezeption
Nadja Geer schrieb in der Zeit, „viel Muße“ sei für die „monströse“ Lektüre vonnöten, sowie die Fähigkeit, „zwischen sehr unterschiedlichen Sujets hinundherzuzappen.“ Der Roman sei aber auch „prächtiges Kanonenfutter“ für die Grabenkriege innerhalb der deutschen Linken: „Wer raus aus dem Graben und rein ins Schlachtfeld will, lese den drastischen Dietmar Dath.“ Kerstin Grether in der tageszeitung befand: „Wer glaubt, dass Dath hier noch mal den universellen Pynchon-Postmodernen raushängen lassen oder gar den ersten Bildungsroman des 21. Jahrhunderts schreiben wollte, unterstellt zu viel Kalkül. Dath hat einfach viel zu sagen, und er sagt es.“

## Ausgaben
- Dietmar Dath: Für immer in Honig. Roman, illustriert von Daniela Burger, Implex, Berlin 2005, ISBN 3-937148-01-9 (erste Fassung, 971 Seiten), 2., überarbeitete Auflage, Verbrecher Verlag, Berlin 2008, ISBN 978-3-940426-02-4 (1035 Seiten).